# Khanaor
Khanaor est un roman français de fantasy en deux tomes de Francis Berthelot, paru en 1983. Il a été réédité en un seul volume en 2001 chez Imaginaires sans frontières puis en 2010 chez folio SF.

## Résumé
Khanaor est le nom d'une île magique dans l'Atlantique. Elle se divise en quatre royaumes, Aquimeur, Espréol, Goldèbe et Ardamance. En l'an 584, des coalitions pour prendre le pouvoir sur l'île risquent de déséquilibrer les forces magiques. 

## Parties
1. Solstice de fer
2. Équinoxe de cendres

## Personnages
- Mervine : reine d'Aquimeur
- Judith : aubergiste en Ardamance
- Sigrid : petite fille magicienne
- Kurt : charmeur de plantes homosexuel
- l'Anserf : esprit désincarné de l'île
- Ian : fantôme à la recherche d'un corps
- Raïleh : servant mercenaire

## Accueil critique
« Roman de la compassion, de la différence, de l'empathie, de la tolérance », pour Pierre-Paul Durastanti et Noé Gaillard dans la revue Fiction.
Pour la revue Galaxies, Khanaor « reste — malgré son âge — l'un des grands et des meilleurs romans de fantasy française », « ce roman doit sa réussite au talent de son auteur, un styliste d'une profonde sensibilité [et] l'humanité et la richesse psychologique de ses personnages ».
Pour Jacques Baudou, d'un point de vue historique, « Une autre tentative d'acclimater la fantasy fut celle de Francis Berthelot avec le cycle de Khanaor en 1983 (...), qui se déroule sur une île imaginaire de l'Atlantique : l'auteur tentait d'y dépasser l'habituel cloisonnement manichéen ».
Pour la revue Bifrost : « Avec ce roman sensible et militant, intensément humain, Francis Berthelot a écrit à lui seul un chapitre de l'histoire de la fantasy en France ».